# Defis
Els defis són els membres d'un grup ètnic que viuen a l'extrem sud-oriental de Benín, al departament d'Ouémé i que parlen la llengua gbe defi. Els defis formen part del grup d'ètnies guineanes; el seu codi ètnic és NAB59e i el seu ID d'ètnia és 19586.

## Població, territori i grups veïns
El 2002 hi havia 13.500 defis a Benín i segons el joshuaproject n'hi ha 22.000.
El territori defi està situat a l'extrem sud-est del departament d'Ouémé, al municipi de Sèmè-Kpodji, entre el riu Ouémé, al nord, la línia de ferrocarril entre Cotonou i Porto Novo, a l'oest i el golf de Guinea, a la frontera amb Nigèria, al sud.
Segons el mapa lingüístic de Benín de l'ethnologue, el territori defi està situat entre Cotonou, al nord-oest i Nigèria, a l'oest. És territori poc extens i els pobles veïns dels defis són els xwles orientals, a l'oest i els guns al nord. Els guns també habiten en el territori nigerià, situat a l'est del territori dels defis.

## Llengua
El defi és la llengua materna dels defis, que també parlen el francès, el gun i el ioruba com a segones llengües.

## Religió
Els cristians són dominants entre els defis (66,6%). A més a més, el 16% són musulmans, el 15,9% creuen en religions africanes tradicionals i el 0,2% són considerats no religiosos. El 45% dels cristians són catòlics, el 33% pertanyen a esglésies independents, el 20% són protestants i el 2% són considerats altres cristians. El 4% dels defis cristians pertanyen al moviment evangèlic.